# Albert Depreitere
Albert Depreitere (Rumbeke, Roeselare, 12 d'octubre de 1915 - Westrozebeke, 30 de juny de 2008) va ser un ciclista belga que va córrer durant els anys 30 del segle xx. Sols se li coneix una victòria, la segona edició de la Gant-Wevelgem, el 1935.

## Palmarès
- 1935
  - 1r a la Gant-Wevelgem